# Protesilaus earis
Protesilaus earis är en fjärilsart som först beskrevs av Rothschild och Jordan 1906.  Protesilaus earis ingår i släktet Protesilaus och familjen riddarfjärilar. Inga underarter finns listade i Catalogue of Life.